# Pacifigorgia pulchra
Pacifigorgia pulchra är en korallart som först beskrevs av Addison Emery Verrill 1870.  Pacifigorgia pulchra ingår i släktet Pacifigorgia och familjen Gorgoniidae. Inga underarter finns listade i Catalogue of Life.